# Magical Taluluto
Magical Taluluto (яп. まじかる☆タルるートくん Мадзикару Таруру:то-кун, «Волшебный Талулу») — японская манга автором которой является Тацуя Эгава, публиковалась издательством Shueisha в еженедельном журнале Weekly Shonen Jump с 1988 года по 1992 год. Всего выпущен 21 том манги. Манга также публиковалась на территории Франции издательством Editions Tonkam.
По мотивам манги студией Toei Animation был выпущен аниме-сериал, который транслировался по телеканалу ABC с 2 сентября 1990 года по 10 мая 1992 года. Всего выпущено 87 серий аниме. Также по мотивам манги было выпущено 3 короткометражных фильма в 1991 и 1992 годах. С появлением аниме массовую популярность приобрёл такой феномен в анимации, как кавай.
Также по мотивам манги в 1990-е года выпускалось множество экшен-игр для игровых приставок Famicom, Super Famicom, Game Boy, Mega Drive, и Game Gear.

## Сюжет
Эдодзё Хонмару не посчастливилось учится в худшем классе школы, который состоит из хулиганов, норовящих поиздеваться над Эдодзё. Всё меняется когда к мальчику на помощь приходит маленький волшебник по имени Талулуто, помогающий мальчику своей магией во всех его бедах.

## Список персонажей
Ханмару Эдодзё
Главный герой истории и друг Талулу, добрый и застенчивый мальчик, Влюблён в Иёну и делает всё, чтобы понравиться ей. Находится во вражеских отношениях с Цутому и Дзяббой.
Талулу
Маленький волшебник, и лучший друг Хонмару, любит Иону. Всегда помогает Хонмару, когда и того проблемы.
Иёна Кавай
Сэйю: Эйко Масуяма
Умная, серьёзная и спортивная девушка. Очень красивая и пользуется большой популярностью у мальчиков в классе, в частности в неё влюблён Хонмару.
Дзябао Дзябба
Сэйю: Ёку Сиоя
Грубый, эгоистичный и тучный мальчик, который при каждой возможности пытается насолить Ханмару. Пытается влюбить в себя Иону.
Руи Идзигава
Сэйю: Кадзуко Сугияма
Девушка, вспыльчивого и озорного характера, но становится милой рядом с Хонмару.
Сёгун Но Сукэ Эдодзё
Мать Хонмару, очень добрая и всегда готова помочь ближним.
Цутому Арако
Сэйю: Руо Хорикава
Неприятель Хонмару. Приходит из очень богатой семьи и наследник электро-ядерной компании-гиганта. Мастер спорта.
Тидзуру Эдодзё
Сэйю: Тиэко Хонда
Муж Сёгун-но-Сукэ и отец Хонмару. Работает в литературном издании, создаёт иллюстрации для детских книг. Очень строг и суров, интересуется боевыми искусствами.